# ماري غروبر
ماري غروبر (بالألمانية: Marie Gruber) (و. 1955 – م) هي ممثلة، وممثلة مسرحية، وممثلة أفلام من ألمانيا. ولدت في فوبرتال.

## وصلات خارجية
- ماري غروبر على موقع IMDb (الإنجليزية)
- ماري غروبر على موقع روتن توميتوز (الإنجليزية)
- ماري غروبر على موقع ألو سيني (الفرنسية)
- ماري غروبر على موقع تيرنر كلاسيك موفيز (الإنجليزية)
- ماري غروبر على موقع أول موفي (الإنجليزية)
- ماري غروبر على موقع قاعدة بيانات الأفلام السويدية (السويدية)
- ماري غروبر على موقع قاعدة بيانات الفيلم (الإنجليزية)
- ماري غروبر على موقع كينوبويسك (الروسية)